# Värnamo (stad)
Värnamo is de hoofdstad van de gemeente Värnamo in het landschap Småland en de provincie Jönköpings län in Zweden. De plaats heeft 18469 inwoners (2005) en een oppervlakte van 1189 hectare.

## Verkeer en vervoer
Bij de plaats lopen de E4, Riksväg 27, Länsväg 127, Länsväg 151 en Länsväg 153.
De plaats heeft een station op de spoorlijnen Göteborg - Kalmar / Karlskrona, Halmstadsbanan en Ohsabanan.

## Geboren
- Michael Svensson (1975), voetballer
- Alexander Wetterhall (1986), wielrenner
- Niklas Hult (1990), voetballer
- Felix Rosenqvist (1991), autocoureur
- Viktor Claesson (1992), voetballer